# 雷鋒の良き手本に学べ

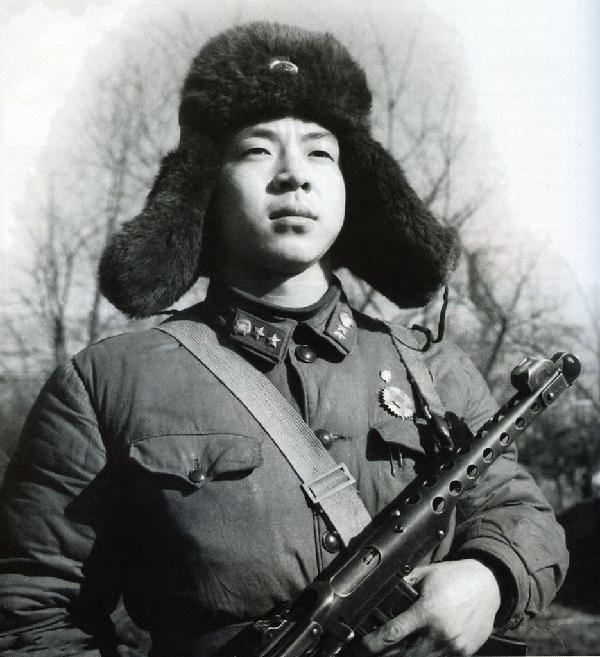
雷鋒

雷鋒の良き手本に学べ（らいほうのよきてほんにまなべ、中: 学习雷锋好榜样）は、雷鋒を称賛し、「雷鋒に学べ」のスローガンを呼びかけた歌である。1963年3月5日に、呉洪源が作詞し、生茂が作曲した。制作当日に北京軍区戦友文工団によって北京の天安門前で初演された。この歌は中国大陸で非常に広く歌われており、特に毎年3月5日の「雷鋒に学べ記念日」の活動では多く用いられる。この歌が広まることは、「雷鋒に学べ」キャンペーンの発展を大きく推進した。

## 背景
雷鋒は、1960年11月には瀋陽軍区によって『毛沢東選集』学習の模範兵として取り上げられ、宣伝されていた。1962年8月15日、中国人民解放軍瀋陽軍区工兵第10団の中士である雷鋒が公務中に殉職した。1963年3月2日、『中国青年』誌は「雷鋒に学べ」特集号で毛沢東、周恩来の題詞、董必武、郭沫若、羅瑞卿、謝覚哉らが書いた詩や文章を掲載した。1963年3月5日、毛沢東の題詞「雷鋒に学べ」が『人民日報』、『解放軍報』などのメディアに掲載され、「雷鋒に学べ」キャンペーンが全国規模で展開された。「雷鋒に学べ」は次第に社会主義の新たな気風を樹立するための動員スローガンとなった。

## 創作
1963年3月5日午前、題詞「雷鋒に学べ」が解放軍報に発表された当日の午前、北京軍区戦友文工団団長の晨耕と政治委員の王引龍は全団員を招集して毛主席ら指導者の題詞を学習した。同日午後2時に天安門でパレードを行うことを決め、全団で宣伝に参加するよう通知した。午前10時近くに会議が終わると、誰かが文工団として午後のパレードには歌があるべきだと提案し、その提案は満場一致で賛同され、作曲家の生茂と作詞家の呉洪源が制作することが決定された。
決定後、洪源は「雷鋒日記」や雷鋒の事績を掲載した新聞、資料を探し出し、「好榜様（良き手本）」の三文字を歌のテーマとすることを決定し、2時間で「雷鋒の良き手本に学べ」の歌詞を書き上げ、生茂に作曲を依頼した。生茂は洪源の歌詞をずっと待っており、昼食もとらずにいたという。歌詞を受け取ると、生茂は1時間もかけずに作曲を完成させた。歌が完成した後、彼らは文工団の食堂の入り口にある黒板に歌詞を書き写して意見を募り、皆から絶賛された。
1963年3月5日午後、戦友文工団の団員たちはアコーディオンの伴奏で、天安門前にて「雷鋒の良き手本に学べ」を合唱した。

## 伝唱
作詞者の洪源の回想によると、1963年3月5日午後に街頭で「雷鋒の良き手本に学べ」を宣伝演唱した際には、多くの群衆が歌詞を求めてきたという。間もなくラジオ局から歌の指導を依頼された。「4、5日後には、人民日報や紅旗がこの歌を発表し、瞬く間に農村から都市に至るまで、ほぼ全国でこの歌が歌われるようになった」という。
1963年10月、「雷鋒の良き手本に学べ」の詞と曲が解放軍歌曲に掲載され、続いて戦友文工団による初演の録音が、中央および各地のラジオ局によって国内外に放送された。1965年3月5日、八一映画製作所が製作し、董兆琪が監督した映画「雷鋒」が中国各地の都市や農村で上映開始され、「雷鋒の良き手本に学べ」はこの映画のエンディングテーマとして使用された。

## 受賞
1964年5月、合唱曲「雷鋒の良き手本に学べ」は中国人民解放軍全軍第3回文芸コンクールで「優秀賞」を受賞した。1989年、「雷鋒の良き手本に学べ」は建国40周年記念の特集である「唤起我美好回忆的那些歌（私の美しい思い出を呼び起こす歌）」で優秀作品賞を受賞した。

## 逸話
1966年、周恩来総理が大連を視察した際、自らホテルの従業員や文工団の俳優に「雷鋒の良き手本に学べ」を推薦し、歌唱指導を行った。